# Barbara Rhoades
Barbara Rhoades (Poughkeepsie, 23 marzo 1946) è un'attrice statunitense.

## Biografia
Nata a Poughkeepsie, New York, il 23 marzo 1946, Rhoades consegue il diploma di maturità af Our Lady of Lourdes High School e inizia a prendere lezioni di danza all'età di 7 anni. Inizia la sua carriera di attrice alla fine degli anni sessanta, apparendo occasionalmente in diverse serie televisive, tra cui Operazione ladro, Ironside, Mannix, McMillan e signora, Colombo, Kojak, Starsky & Hutch, Due onesti fuorilegge, Love, American Style, La strana coppia, L'uomo da sei milioni di dollari, Sanford and Son, Vita da strega, Maude, Trapper John, La famiglia Partridge, La signora in giallo e Law & Order - I due volti della giustizia. Nel 1967, firma un contratto esclusivo a lungo termine con la Universal Pictures. Rhoades ha sposato Bernie Orenstein, un produttore televisivo.

## Filmografia parziale

### Cinema
- The Shakiest Gun in the West, regia di Alan Rafkin (1968)
- Don't Just Stand There!, regia di Ron Winston (1968)
- Uomini e cobra (There Was a Crooked Man...), regia di Joseph L. Mankiewicz (1970)
- Voglio la libertà (Up the Sandbox), regia di Irvin Kershner (1972)
- Scream Blacula Scream, regia di Bob Kelljan (1973)
- La gang dei bassotti (Little Cigars), regia di Chris Christenberry (1973)
- Harry e Tonto, regia di Paul Mazursky (1974)
- The Great Houdini, regia di Melville Shavelson (1976)
- Goodbye amore mio! (The Goodbye Girl), regia di Herbert Ross (1977)
- First Born, regia di Isaac Webb (2007)

### Televisione
- McMillan e signora (McMillan & Wife) – serie TV, 4 episodi (1972-1973)
- Ellery Queen – serie TV, episodio 1x09 (1975)
- Colombo (Columbo) – serie TV, episodio 5x03 (1975)
- Poliziotto di quartiere (The Blue Knight) – serie TV, 4 episodi (1976)
- Bolle di sapone (Soap) – serie TV, 10 episodi (1980-1981)
- La signora in giallo (Murder, She Wrote) – serie TV, episodi 1x02-4x12 (1984-1988)
- Ancora tu (You Again?) – serie TV, 4 episodi (1986)
- Law & Order - I due volti della giustizia (Law & Order) – serie TV, episodio 13x21 (2003)
- Una vita da vivere (One Life to Live) – soap opera, 21 puntate (2011)